# شاهرخ رزمجو
شاهرخ رزمجو (زاده ۱۳۴۴) باستان‌شناس ایرانی و متخصص دورهٔ هخامنشی، فارغ‌التحصیل دکترای باستان‌شناسی از دانشگاه لندن و عضو هیئت علمی دانشکده ادبیات و علوم انسانی دانشگاه تهران در گروه باستان‌شناسی است. وی تنها فرزند ژاله علو، بازیگر سینمای ایران است.

## حرفه
رزمجو، کارشناسی باستان‌شناسی خود را از دانشگاه تهران و کارشناسی ارشد باستان‌شناسی را از دانشگاه آزاد تهران دریافت کرده است. در سال ۱۳۷۷ تالار کتیبه‌ها را در موزهٔ ملی ایران راه‌اندازی کرد و در سال ۱۳۸۰ مرکز پژوهش‌های هخامنشی در موزهٔ ملی را افتتاح نمود. او مدتی نیز به عنوان موزه‌دار و مسئول مجموعهٔ ایران باستان در بخش خاورمیانهٔ موزه بریتانیا مشغول فعالیت و پژوهش بود. وی در زمان پژوهشهایش در موزه بریتانیا موفق به ارائهٔ ترجمهٔ کاملتری از متن استوانه کوروش از بابلی به فارسی شد که در سال ۱۳۸۹ در کتابی در ایران منتشر گردید. این ترجمه روی وبسایت رسمی موزهٔ بریتانیا نیز قرار گرفته است.
رزمجو، همچنین با تکیه بر شواهد محکم تاریخی و باستان‌شناسی به نقد فیلم ۳۰۰ پرداخته است.

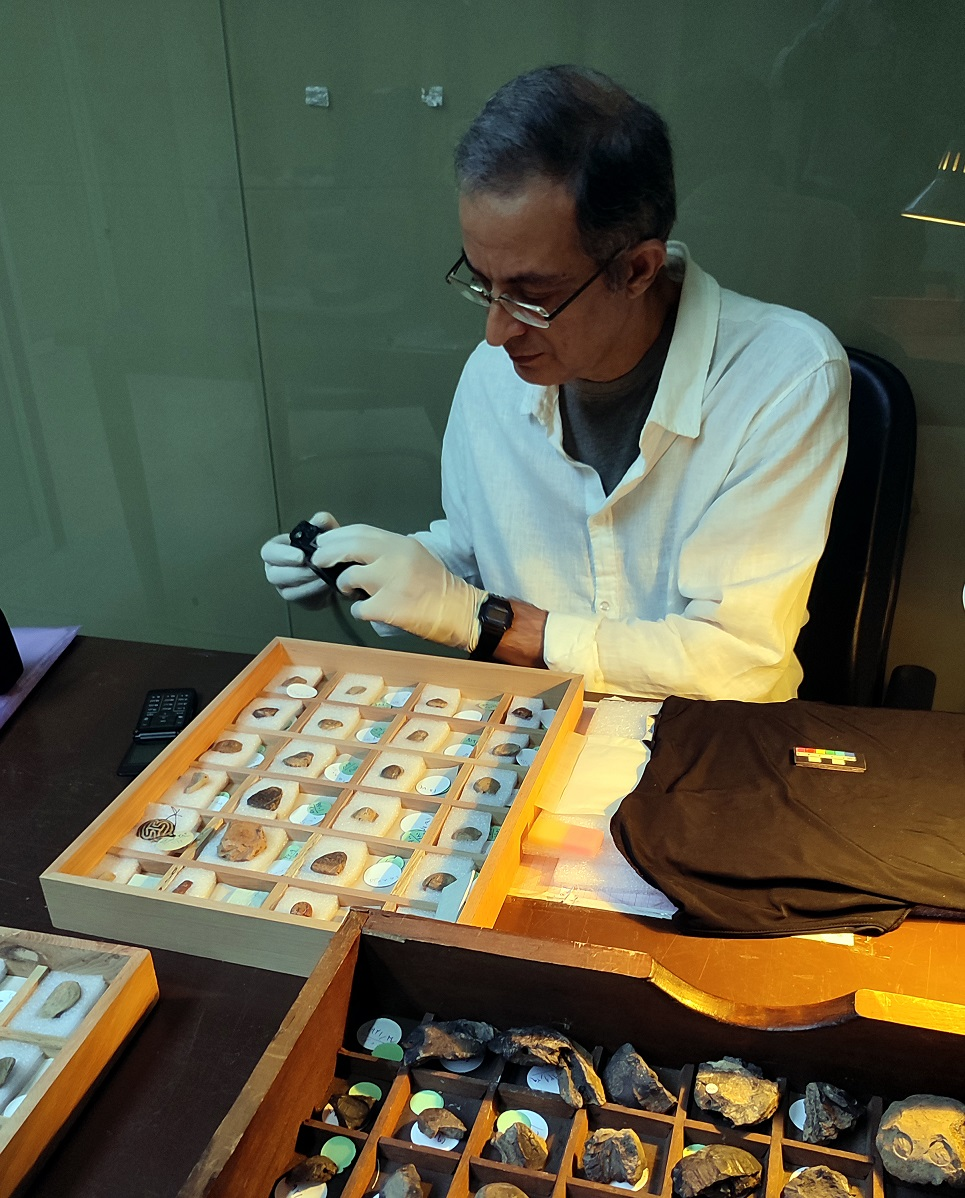
شاهرخ رزمجو در حال بررسی یک مجموعه گل با اثر مهر از دوره هخامنشی در موزه ملی ایران

وی تاکنون کاوش‌هایی در چند محوطۀ باستانی انجام داده که از مهم‌ترین آنها کاوش در غارهای نیاسر در نزدیکی کاشان است. او هم‌اکنون مدرس گروه باستان‌شناسی دانشگاه تهران است.

## برخی از کتاب‌ها و مقالات در نشریات
- رزمجو، شاهرخ ۱۳۹۷، «پیکرک سوار پارسی از قبرس»، پژوهشهای ایران‌شناسی دانشگاه تهران، ۸(۲).
- رزمجو، شاهرخ ۱۳۹۴، «معمای سنگ میانی در کاخ مرکزی تخت جمشید»، مطالعات باستان‌شناسی، ۷(۲).
- رزمجو، شاهرخ ۱۳۸۹، استوانه کوروش بزرگ: تاریخچه و ترجمه کامل متن، انتشارات فرزان روز، تهران.
- رزمجو، شاهرخ ۱۳۸۴ پرداخت‌های آیینی در گل نوشته‌های ایلامی باروی تخت جمشید، مجله باستان‌شناسی و تاریخ، بهار و تابستان، شماره ۱.

- (2012). “Left Unfinished: The ‘Unfinished Gate’ of Persepolis as Key Evidence for Architectural and Construction Procedure at Persepolis”, Stories of Long Ago, Festschrift für Michael D. Roaf, eds. H. Baker, K. Kaniuth and A. Otto, Alter Orient und Altes Testament 397, Münster: 481-495.
- (2005)'In Search of the Lost Median Art', Iranica Antiqua,
- (2005)'Herzfeld and the Study of Graffiti at Persepolis' in Ernst Herzfeld and the Development of Near Eastern Studies 1900-1950, A Gunter & S Hauser (eds.),
- (2004)'A Bronze Bracelet with Urartian Inscription from Tul, Gilan', in M R Khalatbari (ed.) Archaeological Excavations in Ancient Sites of Talesh, Tul in Gilan
- (2004)'Unidentified Gods in the Achaemenid Calendar in Nameye Iran-e Bastan (in Persian),
- (2003)'Assessing the Damage: Notes on the Life and Demise of the Statue of Darius from Susa' in Ars Orientalis,
- (2000)'Newly Found Inscriptions at Persepolis' in Archaeology and History.